# مارجوري جاربر
مارجوري جاربر (بالإنجليزية: Marjorie Garber)‏ هي أخصائية في الأدب وكاتِبة أمريكية، ولدت في 11 يونيو 1944.